# Marsdenia virgultorum
Marsdenia virgultorum là một loài thực vật có hoa trong họ La bố ma. Loài này được (E.Fourn.) Rothe mô tả khoa học đầu tiên năm 1915.